# ريتشارد آدامز
ريتشارد جورج آدمز (بالإنجليزية: Richard George Adams)‏ (من مواليد 9 مايو 1920 - 24 ديسمبر 2016) هو روائي انجليزي اشتهر بتأليفه لرويات Watership down وShardik وplague dogs. درس التاريخ الحديث في الجامعة قبل أن يخدم في الجيش البريطاني خلال الحرب العالمية الثانية. بعد ذلك أكمل دراسته ومن ثم انضم إلى الخدمة المدنية البريطانية. في عام 1974 نشر رواية Watership down، أصبح بعدها مؤلف بشكل رئيسي.

## روايات
- تل وورترشيب داون - 1972
- شارديك - 1974
- كلاب الطاعون - 1977
- قط السفينة - 1977
- الفتاة في الأرجوحة -  1980
- مايا - 1984
- المسافر - 1988

## روابط خارجية
- ريتشارد آدامز على موقع IMDb (الإنجليزية)
- ريتشارد آدامز على موقع الموسوعة البريطانية (الإنجليزية)
- ريتشارد آدامز على موقع مونزينجر (الألمانية)
- ريتشارد آدامز على موقع ميوزك برينز (الإنجليزية)
- ريتشارد آدامز على موقع قاعدة بيانات الأفلام السويدية (السويدية)
- ريتشارد آدامز على موقع إن إن دي بي (الإنجليزية)
- ريتشارد آدامز على موقع ديسكوغز (الإنجليزية)
- ريتشارد آدامز على موقع قاعدة بيانات الفيلم (الإنجليزية)